# Kněžice (district de Jihlava)
Pour les articles homonymes, voir Kněžice.
Kněžice (en allemand : Knieschitz) est une commune du district de Jihlava, dans la région de Vysočina, en République tchèque. Sa population s'élevait à 1 402 habitants en 2024.

## Géographie
Kněžice se trouve à 5 km au sud-sud de Brtnice, à 16 km au sud-sud-est de Jihlava, à 17 km à l'ouest-nord-ouest de Třebíč et à 127 km au sud-est de Prague.
La commune est limitée par Brtnice à l'ouest et au nord, par Radonín et Zašovice à l'est, par Heraltice au sud-est, par Předín au sud et par Opatov au sud-ouest. La commune de Hrutov est entièrement englobée à l'intérieur du territoire de la commune de Kněžice.

## Histoire
La première mention écrite de la localité date de 1222 

## Transports
Par la route, Kněžice se trouve à 5 km de Brtnice, à 17 km de Jihlava et à 148 km de Prague.